# Agapetus turcomanorum
Agapetus turcomanorum är en nattsländeart som beskrevs av Schmid 1959. Agapetus turcomanorum ingår i släktet Agapetus och familjen stenhusnattsländor. Inga underarter finns listade i Catalogue of Life.